# 碱独行菜
碱独行菜（学名：Lepidium cartilagineum）为十字花科独行菜属的植物。分布在蒙古、中亚、欧洲、阿富汗、巴勒斯坦、伊朗以及中国大陆的新疆、内蒙古等地，多生长在盐化低地或盐土上，目前尚未由人工引种栽培。